# Batalla de Cuquío
La Batalla de Cuquío fue un enfrentamiento bélico que tuvo lugar entre 900 cristeros liderados por el general Miguel Hernández González y una fuerza de 2,000 sodados federales al mando de los generales Ubaldo G. Garza y Espiridión Rodríguez Escobar en el poblado del mismo nombre.

## Antecedentes
Después de vencer a las fuerzas federales lideradas por el general Espiridión Rodríguez, los cristeros liderados por Miguel Hernández tomaron la ciudad de Cuquío. Allí establecieron un pequeño cuartel militar y se reunieron con otros cabecillas cristeros.
Mientras tanto, después de la derrota, el general Rodríguez reforzó su tropa en San Juan de los Lagos, pasando de 900 a 2,000 hombres que marcharon rumbo al encuentro con los rebeldes.

## Batalla
El general Miguel Hernández lideró un ataque por el norte contra las fuerzas federales posicionadas alrededor de la ciudad, mientras que los padres Vega y González ubicaron a sus hombres en el oriente para evitar un posible asedio. Por su parte, Victoriano Ramírez se encargó de la defensa del lado oeste.
Al principio, los federales fueron tomados por sorpresa y los cristeros lograron una ventaja inicial. Sin embargo, las fuerzas gubernamentales se adaptaron rápidamente y concentraron su ataque en el oeste, debilitando la posición de Ramírez y flanqueando a los rebeldes.
Debido a la desventaja en la posición y la falta de armamento, Hernández decidió ordenar una retirada para evitar un mayor número de bajas.

## Consecuencias
Después de la batalla, el sacerdote Pedro González decidió retirarse de la guerra y huyó a los Estados Unidos en busca de financiamiento de grupos católicos extranjeros. Su partida dejó una brecha en el liderazgo cristero, aunque la lucha continuó con otros líderes al mando.
Sin embargo, después de otros enfrentamientos, el gobierno mexicano lanzó una ofensiva que logró debilitar la rebelión cristera. La situación empeoró para los rebeldes hasta la llegada en julio de 1927 del general Enrique Gorostieta Velarde, quien se unió a la lucha contra el gobierno y asumió su liderazgo.